# Dave Pybus
 (mars 2016).
Si vous disposez d'ouvrages ou d'articles de référence ou si vous connaissez des sites web de qualité traitant du thème abordé ici, merci de compléter l'article en donnant les références utiles à sa vérifiabilité et en les liant à la section « Notes et références ».
Dave Pybus est un bassiste de black metal symphonique né le 4 juin 1970.

## Biographie
Dave rejoint en 1988 le groupe "Darkened" dans lequel il assurera des concerts avec "Carcass", "Entombed", "Bolt Thrower"... et enregistrera 2 démos.
Il travaille par la suite chez Peaceville Records (1990-1994) en tant que graphiste. Il est crédité sur de nombreux albums édités pendant cette période : "Darkthrone" (A Blaze in the Northern Sky), "Autopsy" (Mental Funeral) et "My Dying Bride" (As the Flower Withers et Turn Loose the Swans). Il a aussi collaboré avec "Vital Remains", "Pitchshifter", Therion, Anathema, G.G.F.H., "Kong", Paradise Lost, Banished, Pentagram, "Ship of Fools", "At the Gates" (3 premiers albums) et "Morta Skuld". En 1993, Peaceville signe un contrat de distribution avec Caroline. Dave et Lyle Preslar y travaillent pendant un an.
Il crée son premier groupe "Dreambreed" en 1991 et enregistre avec celui-ci un Ep et 7 démos.
En 1998, Dave intègre la formation britannique Anathema avec laquelle il enregistre deux albums. Il quitte le groupe en 2001. Cette même année, il assure la basse sur la tournée de Cradle Of Filth (formation qu'il a rencontré pour la première fois en 1993), après le départ de Robin Eaglestone. Il en devient membre permanent en 2002. En 2005, il réalise un break avec Cradle Of Filth pour créer son propre label : Sixsixsix Records. Il rejoindra Cradle Of Filth en juin de la même année. Durant, cette période Dave a collaboré avec Sarah Jezebel Deva (ex : Cradle Of Filth), the "Spook" et plus récemment avec "My Black Omen" (death metal) où il tient la basse.
Dave quitte Cradle Of Filth en 2012 et rejoint Prong.

## Discographie
- Dreambreed : Sometime (1995) ;
- Anathema : Judgement (1999) ;
- Anathema : A Fine Day to Exit (2001) ;
- Cradle of Filth : Damnation and a Day (2003) ;
- Cradle of Filth : Nymphetamine (2004) ;
- Angtoria : God Has A Plan For Us All (2006) ;
- Cradle of Filth : Thornography  2006) ;
- Dreambreed : Misery Sessions (réenregistrement) ;
- Cradle of Filth : Godspeed On The Devil's Thunder (2008) ;
- Sarah Jezebel Deva : A sign of Sublime (2010) ;
- Cradle of Filth : Darkly Darkly Venus Aversa (2010).